# Adobe Photoshop

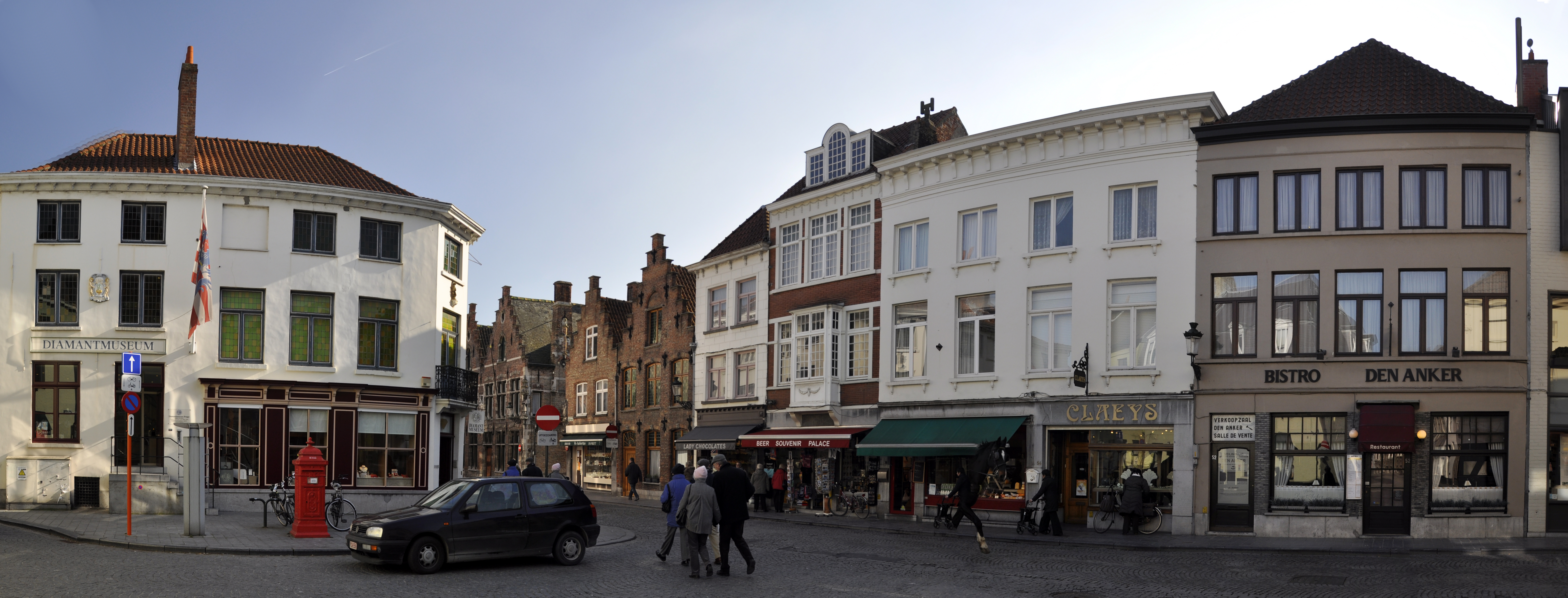
Een panorama, via de functie photomerge waarbij ongewenste details worden getoond van de voor het panorama geselecteerde foto's

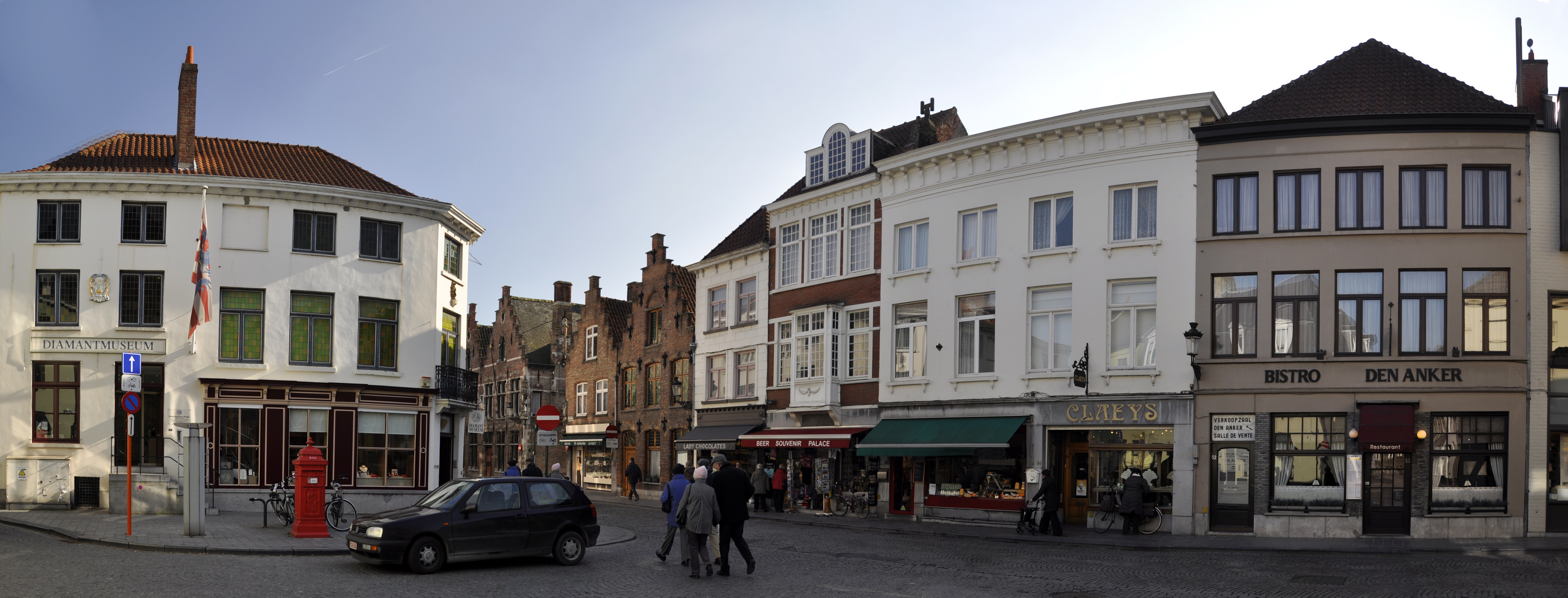
Gedeeltelijk gecorrigeerde versie van hetzelfde panorama

Adobe Photoshop is een grafisch programma ontwikkeld door Adobe voor het met de computer bewerken van foto's en ander digitaal beeldmateriaal. Het is een programma om rasterafbeeldingen mee te bewerken. Photoshop is beschikbaar voor macOS en Windows. Er bestond tot en met versie 4 ook een Unix-variant. Hierna konden Linux- en Unix-gebruikers een beroep doen op Wine of CodeWeavers' CrossOver om de Windows-versie van Photoshop onder X Window System te laten draaien, al gaat dat niet altijd even soepel. Adobe Photoshop Elements is hetzelfde soort grafische programma, maar minder uitgebreid en met een iets andere functionaliteit. Het heeft bijvoorbeeld de mogelijkheid om grote hoeveelheden afbeeldingen te beheren.
De eerste versie van Photoshop verscheen in februari 1990. Het programma kwam in 2013 beschikbaar om onder de Adobe Creative Cloud te worden gebruikt. Nieuwe gebruikers van Photoshop moeten tegenwoordig bij Adobe een abonnement op het programma nemen.

## Eigenschappen
Door velen wordt Photoshop beschouwd als de industriestandaard voor zowel drukwerk en desktoppublishing, als voor het web wat betreft digitale beeldbewerking.
De schermindeling met verplaatsbare paletten, floating palets, is door veel andere softwaremakers in hun producten overgenomen. Het is met Photoshop  vanaf versie 3 mogelijk met lagen te werken, en met transparante lagen, met objecten zoals tekst en afbeeldingen, die boven elkaar kunnen worden geplaatst waarbij de originele afbeelding intact blijft.
In Photoshop kunnen filters en plug-ins van anderen, maskers, laageffecten en nog meer worden gebruikt. Het programma is vanaf versie 5 uitgebreid met functies voor export naar het web. Zo maakt het aanvullende programma Image Ready het mogelijk afbeeldingen te knippen, onder te verdelen, met ieder een eigen adres of in tabellen te exporteren, compleet met JavaScript- en HTML-code. JPEG-, PNG- en GIF-afbeeldingen kunnen worden geoptimaliseerd en voor export naar het web worden gecomprimeerd.
Verder kan Photoshop omgaan met kleurmodellen als CMYK, CIELAB en diverse andere. Voorts ondersteunt Photoshop het werken met separaties en "spot colors" (steunkleuren).

## Versiegeschiedenis

### CS3
Halverwege 2007 is Adobe Creative Suite CS3 uitgegeven. Photoshop 10 werkt sneller op Intel-Macs omdat het in Universal binary is  geschreven. Nieuw is de functie Smart Filters. Met deze functie kunnen filters simpel aan- en uit worden gezet. Verder zijn de gebruikersinterface, printinstellingen, Camera Raw ondersteuning, selecteren en de kloonfunctie verbeterd.
Er is behalve deze veranderingen voor professionele gebruikers nog de uitgebreidere versie Photoshop CS3 Extended. Het is in deze versie ook mogelijk om op een eenvoudige manier 3D-afbeeldingen in te laden en met Photoshop te bewerken, iets wat daarvoor met Photoshop nog niet mogelijk was.
Het bewerken en veranderen van videobestanden en Flashbestanden behoort tot de mogelijkheden van de uitgebreide versie.

### CS4
De functies om 3D-objecten te bewerkenzijn in CS4 uitgebreid. In de CS4 Extended versie is de grootste extra functie Content-Aware Scaling en ook het kompas waarmee men het canvas in alle richtingen kan draaien is nieuw. De nodige eisen voor de grafische kaart in versie CS4 zijn vrij hoog.

### CS5
Adobe bracht sinds eind 2010 CS5 op de markt. In deze versie was een aantal nieuwe functies toegevoegd, waaronder een functie waarmee het mogelijk is de computer zelf een afbeelding aan te vullen die logisch zou zijn op de plek waar je bijvoorbeeld een stuk verwijdert. Zo is het mogelijk onderdelen uit een foto te verwijderen zonder dat dit er vreemd uitziet.

### CS6
Sinds 2012 heeft Adobe CS6 online ter beschikking gesteld. Het programma werkt volgens Adobe in deze versie nog beter. Starten van het programma gaat sneller. De interface is volledig veranderd en de 'Intelligent Auto-Correction' is verbeterd. Er zijn van de '3D image editing'-functies, die bij CS5 summier aanwezig waren, nu meer beschikbaar. Zij kunnen als volwaardige extra functies worden gezien in Photoshop CS6.

### CC
De eerste online versie, vallend onder de Adobe Creative Cloud, werd in november 2013 vrijgegeven. Daarna volgden:
- CC 2014
- CC 2015
- CC 2017
- CC 2018
- CC 2019

### 2020
Photoshop 2020 (21.0) werd op 4 november 2019 uitgebracht. Vanaf deze versie wordt geen CC meer in het versienummer gebruikt.

### 2021
Photoshop 2021 (22.0) kwam op 19 oktober 2020 beschikbaar. Met deze versie verviel de ondersteuning voor Windows 7.

### 2022
Op 26 oktober 2021 kwam Photoshop 2022 (23.0) uit.

### 2023
Adobe Photoshop 2023 (24.0) werd op 18 oktober 2022 vrijgegeven.

### 2024
Op 13 september 2023 werd Adobe Photoshop 2024 (25.0) beschikbaar gesteld.

### 2025
Adobe Photoshop 2025 (26.0) werd op 14 oktober 2024 vrijgegeven.